# Deadwater Fell
Deadwater Fell is een Britse miniserie geschreven door Daisy Coulam. De serie werd in vier delen van 45 minuten uitgezonden van 10 tot 31 januari 2020 op Channel 4. In België werd de serie in twee delen van anderhalf uur uitgezonden op 4 en 11 december 2020.

## Synopsis
In een klein Schots dorpje speelt zich een tragedie af als een huis in brand komt te staan. Politieagent Steve Campbell en vriend des huizes kan zijn vriend Tom en diens vrouw Kate uit de brand halen, maar hun drie kinderen blijven in de brand. Kate is ook overleden en al snel wordt duidelijk dat iedereen gedrogeerd werd. In eerste instantie wordt gedacht dat Kate haar eigen kinderen ombracht, maar al snel verschuift de verdenking op enige overlevende, vader Tom.

## Rolverdeling
| Acteur          | Personage        |
| --------------- | ---------------- |
| David Tennant   | Tom Kendrick     |
| Cush Jumbo      | Jess Milner      |
| Matthew McNulty | Steve Campbell   |
| Anna Madeley    | Kate Kendrick    |
| Maureen Beattie | Carol Kendrick   |
| Jamie Michie    | Simon Wells      |
| Laurie Brett    | Gemma Darlington |
| Gordon Brown    | Spencer Collins  |